# Hallesche-Tor-Brücke
Die Hallesche-Tor-Brücke ist eine Fußgänger- und Straßenbrücke im Berliner Ortsteil Kreuzberg. Sie dient zur Überquerung des Landwehrkanals und wurde Ende des 19. Jahrhunderts anstelle einer alten hölzernen Brücke erstmals in Stein ausgeführt. Das mit Sandstein verkleidete und Marmorfiguren geschmückte Bauwerk erhielt bei der Einweihung die Bezeichnung Belle-Alliance-Brücke nach dem Namen der über sie geführten Straße. Nach der Zerstörung im Zweiten Weltkrieg und dem Wiederaufbau heißt die Brücke seit 1974 Hallesche-Tor-Brücke.

## Lage
Das Bauwerk befindet sich am Kilometer 6,1 des Landwehrkanals am U-Bahnhof Hallesches Tor. Als Straßenbrücke verbindet sie die Fahrstreifen zu beiden Seiten des Kanals (Hallesches Ufer und Tempelhofer Ufer/Waterloo-Ufer) und als Fußgängerbrücke den Mehringplatz über das südliche Ende der Friedrichstraße mit dem Blücherplatz. Quer durch den Kanal verläuft unter der Brücke als Tunnel die Trasse der U-Bahn-Linie U6.

## Baugeschichte
Eine erste Holzbrücke bestand vor dem Halleschen Tor der früheren Berliner Akzisemauer über den ehemaligen Schafgraben bereits ab 1705. Nachdem der Abflussgraben zu einem Kanal ausgebaut worden war, musste eine neue Brücke gebaut werden. Heinrich Strack lieferte die Entwürfe für eine mit Sandstein verkleidete Korbbogenbrücke aus Ziegelmauerwerk mit einer Granitbrüstung und Skulpturenschmuck. In den Jahren 1874–1876 ließ der damals noch für alle Brücken zuständige preußische Staat die Baupläne unter Leitung von Emil Dietrich ausführen und zahlte dafür mit dem gesamten Schmuck rund 500.000 Mark. Bei der Einweihung des neuen Bauwerks erhielt es die Bezeichnung Belle-Alliance-Brücke, die Skulpturen waren jedoch noch nicht fertiggestellt. Der Name wurde von dem nahegelegenen Belle-Alliance-Platz abgeleitet, der wiederum an die siegreichen vereinigten (preußischen und britischen) Streitkräfte in der Schlacht bei Waterloo gegen Napoleons Truppen erinnerte (ein am Schlachtenort vorhandenes Bauerngehöft hieß Belle Alliance – auf Deutsch Gute Verbindung).
Die Zuständigkeit für alle Brückenbauwerke auf dem Stadtgebiet Berlin ging im gleichen Jahr auf die Berliner Verwaltung über. Direkt auf der Brücke wurde Markt gehalten, beispielsweise boten Italiener den Bewohnern der Gegend eine große Auswahl an Gipsfiguren an.

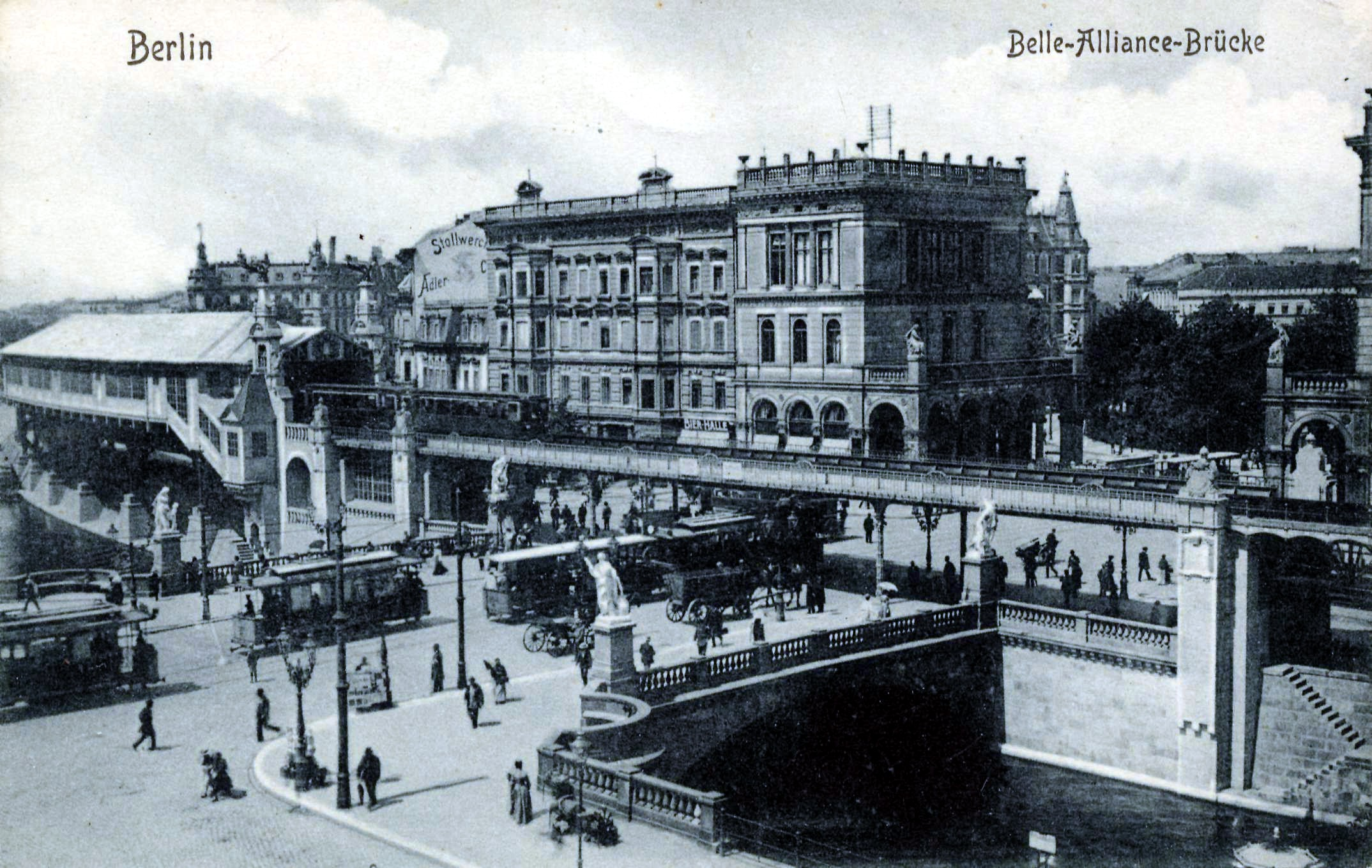
Belle-Alliance-Brücke, um 1902

Der Bau der ersten U-Bahn-Strecke in Berlin (heute: Linien U1/U3), die als Hochbahn in großen Teilen parallel zum Landwehrkanal verlief, führte 1904 zu Anpassungsmaßnahmen der Belle-Alliance-Brücke. Die zwei Postamente am Nordufer des Kanals wurden verkleinert und die beiden zugehörigen Skulpturen an anderen Brücken aufgestellt. Für den bereits ab 1903 geplanten Bau der neuen unterirdischen U-Bahn-Strecke (heutige Linie U6) mussten umfangreiche Sicherungsarbeiten an den Brückenfundamenten durchgeführt und die Brücke selbst verbreitert werden. Die dafür erforderlichen Planungen stellten offenbar 1908 bis 1910 Josef Brix und Felix Genzmer auf – beide lehrten als Professoren Stadtplanung an der Technischen Hochschule. In den letzten Monaten des Zweiten Weltkriegs wurde die Brücke durch Bombenabwürfe und Barrikadenkämpfe schwer beschädigt. Im Sommer 1945 ließen die Besatzer die Reste notdürftig reparieren.

## Daten und Schmuck der Belle-Alliance-Brücke

Belle-Alliance-Brücke um 1880 auf einer Briefmarke des Jahres 1963: hier bereits mit den aufgestellten Skulpturen

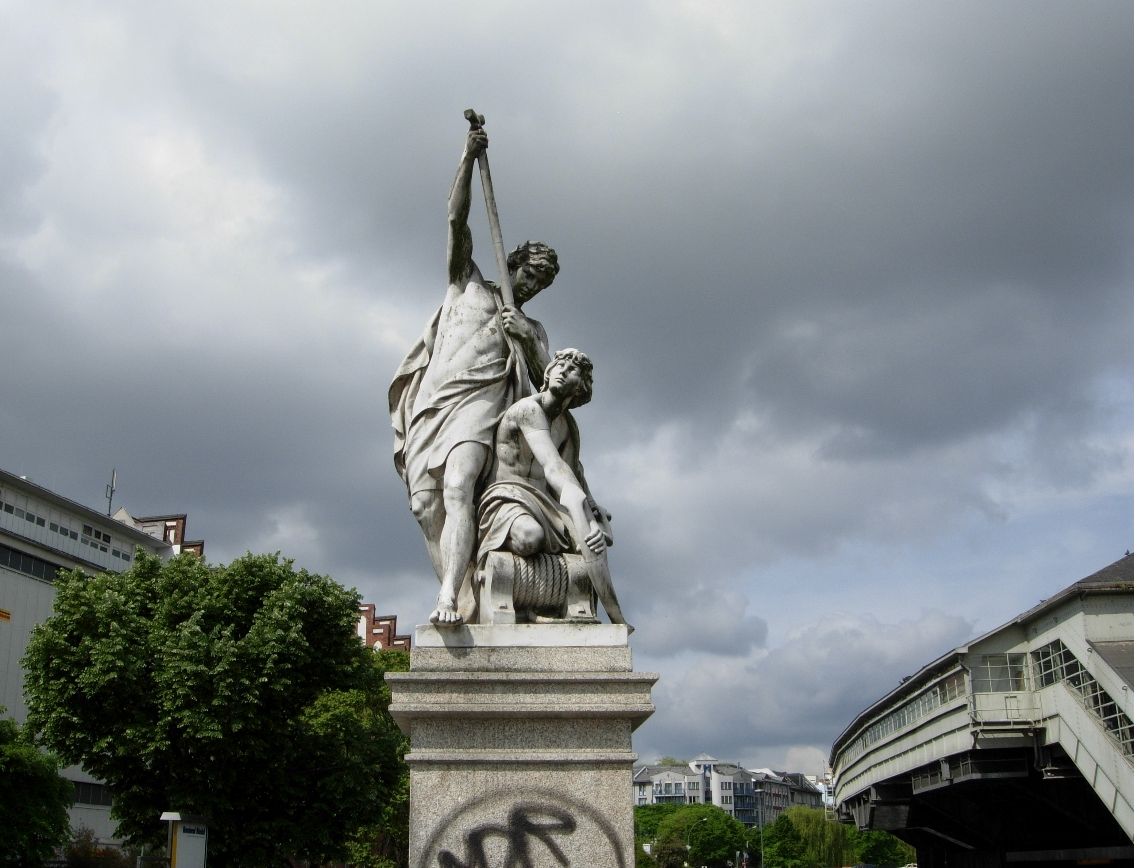
Allegorie Flussschifffahrt, heute an der Süd-West-Ecke, ursprünglich an der Nord-Ost-Ecke der Brücke

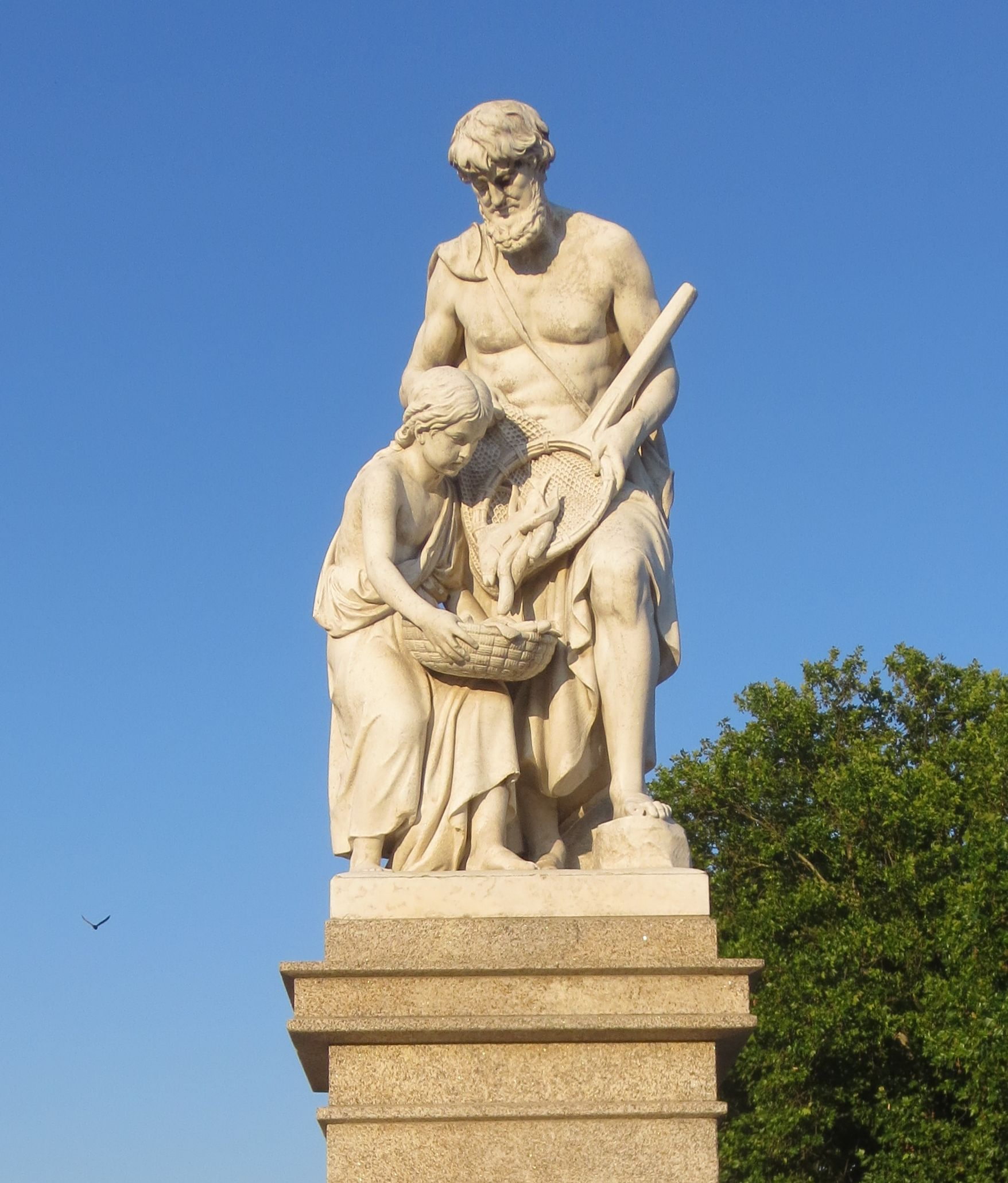
Allegorie Fischfang

Die Brücke hatte eine Länge von 22 Metern bei einer Spannweite von 18,80 Meter, war allerdings 34 Meter breit. Für die Aufnahme des schnell wachsenden Verkehrs wie der Pferdestraßenbahn, der ersten Motorwagen und der zahlreichen Kutschen und Fußgänger war sie gut dimensioniert.
Über den Brückenköpfen gab es Viertelrundbalkone, daneben Postamente als Geländerbegrenzung. Die Baluster der Brüstungen bestanden aus Meißner Granit, die sich auch noch ein Stück beidseitig der Brücke am Ufer hinzogen. An den Gewölbeverkleidungen befanden sich auf beiden Brückenseiten Rundreliefs mit Motiven zu Handel und Industrie sowie in der Gewölbemitte je ein als Neptunkopf gestalteter Schlussstein.
Kurze Zeit nach der Einweihung der Brücke wurden auf die quadratischen Postamente aus Tiroler Marmor gearbeitete zwei bis drei Meter hohe allegorische Figuren zu folgenden Sujets aufgestellt: Flussschifffahrt vom Bildhauer Otto Geyer, Fischfang von Julius Moser, Gewerbefleiß von Eduard Lürssen und Fruchthandel (auch Marktverkehr genannt) von Friedrich Reusch. Mit dem Bau der Hochbahntrasse wurden die beiden Gruppen Fischfang und Schifffahrt entfernt. Die Skulptur Fischfang erhielt einen neuen Platz auf der Melanchthonbrücke am Urbanhafen, wo sie bis zum Abriss dieser Brücke im Jahr 1957 wegen der Um- und Neubauten des Urbankrankenhauses verblieb. Danach wurde sie an das Sedanufer nahe der Waterloobrücke versetzt. 1989 kehrte sie restauriert an ihren ursprünglichen Platz auf der Halleschen-Tor-Brücke zurück. Zur Fahrbahn hin schmückten vier Paar schmiedeeiserne Kandelaber die Brücke. Die Skulptur Fruchthandel wurde infolge des Krieges zerstört, der Gewerbefleiß 1945 von der beschädigten Brücke abgebaut – ihr Verbleib ist nicht bekannt.

## Rekonstruktion alsHallesche-Tor-Brücke
Im Jahr 1953 wurde die Brücke nach den alten Strack’schen Plänen rekonstruiert, ohne zunächst jedoch die Brückenskulpturen aufzustellen. Weil der Belle-Alliance-Platz nach seiner Enttrümmerung 1947 in Mehringplatz umbenannt worden war, erhielt die wieder aufgebaute Brücke zunächst die Bezeichnung Mehringbrücke, ab 1974 den Namen Hallesche-Tor-Brücke und erinnert damit an den historischen Standort des verlorenen Berliner Stadttores. Die zwei erhaltenen steinernen Skulpturen wurden erst nach längerer Suche anlässlich der Restaurierung der Brücke durch das Bezirksamt wiedergefunden. Nun wurden auch sie restauriert und im November 1988 wieder auf die Sockel gestellt. Die Originalstandorte konnten dabei nicht eingehalten werden, weil die Gruppen Gewerbefleiß und Fruchthandel nicht mehr vorhanden sind. Die Reliefs an den Brückenverkleidungen wurden nicht nachgearbeitet, die Schlusssteine ebenfalls nicht. Einer der originalen Schlusssteine erhielt 1972 einen neuen Platz in einer Wand des Tegel-Centers im Ortsteil Tegel.

## In der Umgebung

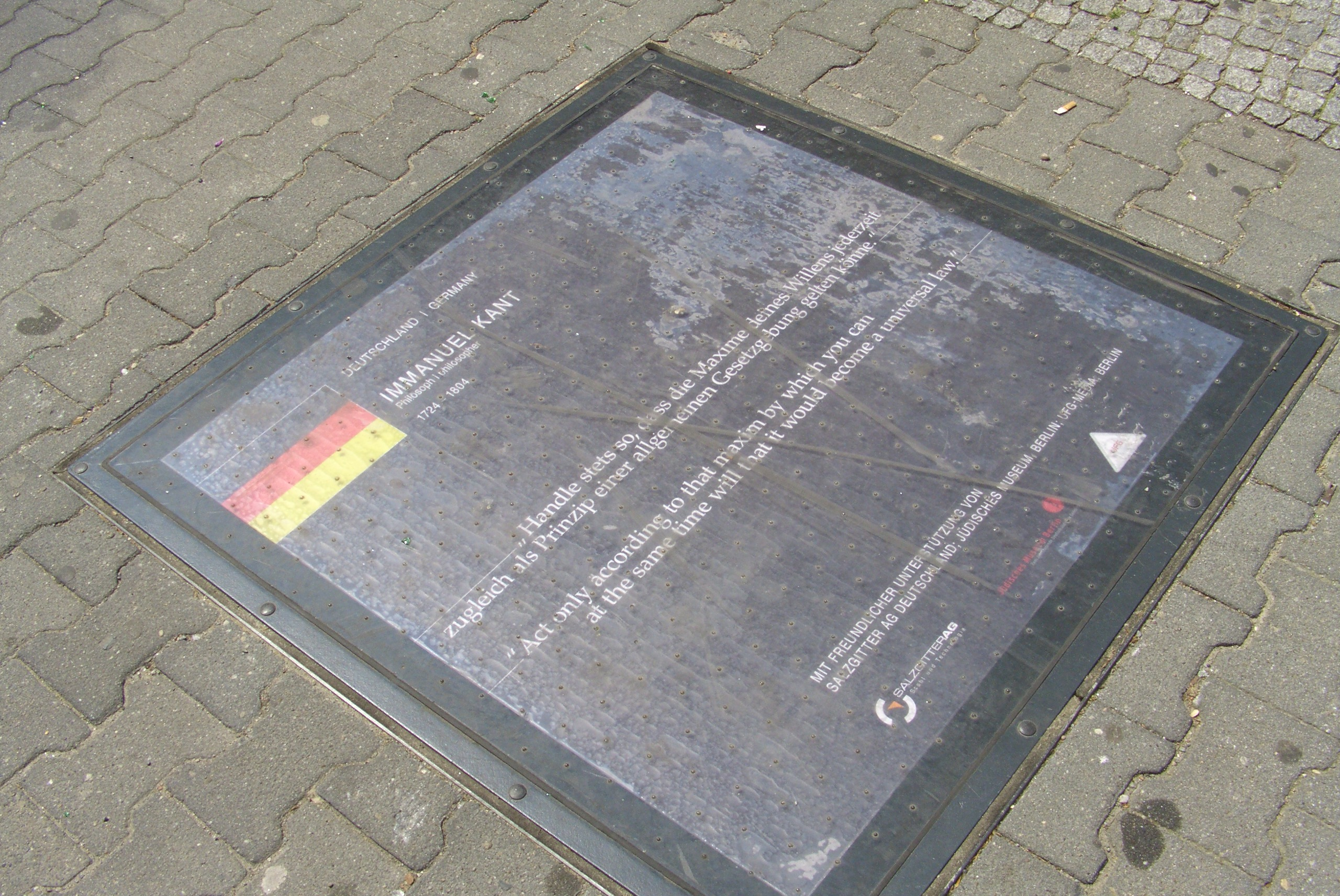
Erste Platte von Deutschland aus dem Jahr 2006 mit einem Zitat von Immanuel Kant

Seit 2006 findet einmal jährlich zwischen dem Oranienburger Tor und dem Halleschen Tor ein privat organisiertes Europafest statt. Dieses Kunstfestival umfasste beispielsweise 2007 einen Umzug mit Fahnenschwingern, Kunsthandwerker aus ganz Europa zeigten ihr Können vor Publikum, Händler boten Spezialitäten aus europäischen Regionen an. Für Kinder gab es Sport- und Spielangebote, auf einer Bühne am Mehringplatz traten verschiedene Musikgruppen auf, auch eine Modenschau wurde präsentiert. Bei der Auftaktveranstaltung wurde ein Pfad der Visionäre angelegt. Dafür ließen die Veranstalter am Kreuzberger Ende der Friedrichstraße in der Fußgängerzone zunächst 27 Zitate von berühmten Europäern in das Pflaster einarbeiten. Im Jahr 2007 kam eine Tafel mit einem Ausspruch von Albert Einstein hinzu.
Südlich der Brücke befindet sich die Amerika-Gedenkbibliothek. Von dieser getrennt durch die nach Süden verlegte Blücherstraße folgen in der gleichen Richtung die Friedhöfe vor dem Halleschen Tor.